# Giovanni Lorenzo Somis

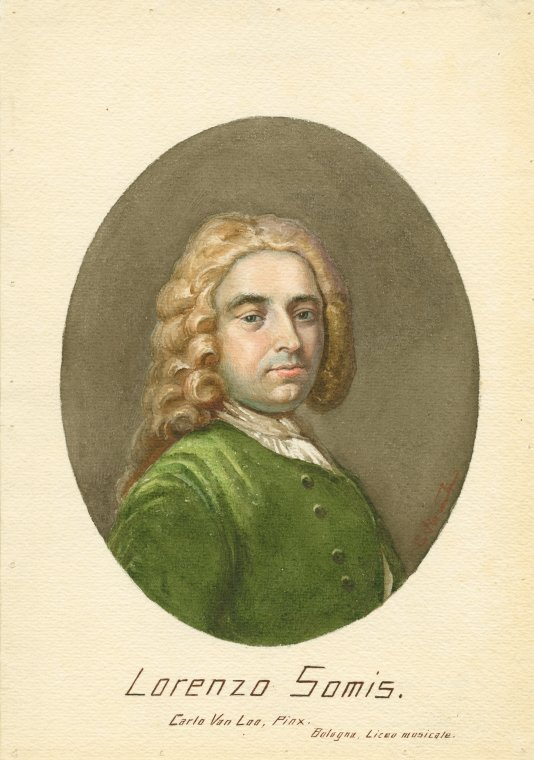
Lorenzo Somis

Giovanni Lorenzo Somis (* 11. November 1688 in Turin; † 29. November 1775 ebenda) war ein italienischer Violinist, Komponist und Maler.

## Leben und Wirken
Lorenzo Somis war ein Bruder des Geigers und Komponisten Giovanni Battista Somis und erhielt wie dieser Violinunterricht vom Vater Francesco Lorenzo Somis (1663–1736). Er lebte acht Jahre lang in Bologna, wo er bei Girolamo Nicolò Laurenti Violine studierte und 1722 in die Accademia Filarmonica aufgenommen wurde. Ab 1724 war er bis auf kurze Reisen in Turin sesshaft, wo er zuerst eine Stelle in der Militärkapelle des Königs von Sardinien hatte. 1732 wurde er zweiter Geiger in der Königlichen Kapelle. 1763 übernahm er den Posten des ersten Geigers, den bis zu diesem Zeitpunkt sein verstorbener Bruder Giovanni Battista innehatte. 1770 wurde er mit gleichbleibendem Gehalt pensioniert. In seinem Besitz befanden sich Geigen von Georg Klotz, Nicola Amati und Girolamo Amati.
Vielfach wurden seine Kompositionen mit denen des älteren Bruders verwechselt, da seine handschriftlich überlieferten Werke lediglich mit „Somis“ gezeichnet sind. Während sein Op. 1 der viersätzigen Form der Sonata da Chiesa folgt, zeigt sich ab Op. 2 eine Hinwendung zur dreisätzigen Form und zum galanten Stil. Zu seinen Schülern zählte Felice Giardini.

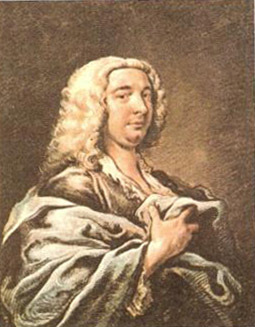
Giovanni Battista, gemalt von Lorenzo

Somis war ein Kunstsammler, der auch selber malte; seine Sammlung umfasste mehr als 70 Gemälde. Das Malen erlernte er in der Werkstatt des Gian Giuseppe del Sole (1654–1719) in Bologna. Unter anderem fertigte Lorenzo Somis Porträts seines Bruders Giovanni Battista, Antonio Lotti, Giovanni Porta, Giacomo Antonio Perti und des Cellisten Salvatore Lanzetti an.

## Werke
- Op. 1: 8 Sonaten für Violine und Basso continuo (Rom, 1722)
- Op. 2: 12 Sonaten für Violine und Basso continuo (Paris, 1740)
- Op. 3: 6 Triosonaten (Paris, 1740)
- 6 Concerti für Violine und Orchester